# Riccardo Magi
Riccardo Magi (Roma, 7 agosto 1976) è un politico italiano, dal 23 marzo 2018 deputato della Repubblica Italiana e dal 26 febbraio 2023 segretario di +Europa, dopo essere stato presidente del partito dal 18 luglio 2021. È stato tra i promotori del referendum per la legalizzazione della cannabis e per la cittadinanza.

## Biografia
Nato a Roma, dove ha conseguito la laurea in scienze storiche con 110 e lode all'Università "La Sapienza" nel 2003, con una tesi in storia dell'Europa.
Dal 2009 al 2013 è segretario dell'Associazione Radicali Roma ed è tra i promotori delle proposte di delibere popolari per il Registro Comunale dei Testamenti Biologici e il riconoscimento delle unioni civili.
Alle elezioni regionali in Lazio del 2010 è candidato consigliere per la provincia di Roma nella Lista Marco Pannella - Emma Bonino, ottenendo 150 preferenze e non risultando eletto.
Nel 2012 è stato coordinatore della campagna referendaria cittadina "Roma Sì Muove", su mobilità sostenibile, stop al consumo di suolo, diritti civili e libero accesso al mare di Ostia.
Alle elezioni politiche del 2013 è stato candidato alla Camera dei deputati, per la Lista Amnistia Giustizia Libertà nella circoscrizione Lazio 1, ma, a causa del mancato superamento della soglia di sbarramento della lista, non viene eletto. Alle contemporanee elezioni regionali nel Lazio è candidato consigliere per la provincia di Roma nella medesima lista: ottiene 32 preferenze e non è eletto.

### Consigliere comunale di Roma
Alle elezioni amministrative del 2013 si candida al consiglio comunale di Roma, con la lista civica "Marino Sindaco" a sostegno del candidato sindaco del centro-sinistra Ignazio Marino, risultando eletto consigliere comunale con 1.665 preferenze e restando in carica fino al 30 ottobre 2015. Durante il suo mandato ha portato avanti battaglie legate alla trasparenza, all'accoglienza e alla legalità, oltre a chiedere l'adozione, da parte di Roma Capitale, dell'Anagrafe dei Rifiuti, con uno sciopero della fame e un video-appello al segretario del Partito Democratico Matteo Renzi, volendo denunciare l'ostruzionismo esercitato dal suo partito contro l'approvazione.
Il 4 novembre 2015 viene eletto segretario dei Radicali Italiani, dal congresso nazionale riunitosi a Chianciano Terme, con 102 voti favorevoli contro i 16 dell'altro candidato Nicolino Tosoni, le 17 schede bianche e le 5 nulle.
Alle elezioni amministrative del 2016 si ricandida al consiglio comunale di Roma, come capolista della civica "Radicali, Federalisti, Laici, Ecologisti" a sostegno del candidato sindaco del PD Roberto Giachetti, raccogliendo 2.606 preferenze ma non venendo rieletto.

### Elezione a deputato
Da segretario di Radicali Italiani contribuisce a fondare +Europa, con cui alle elezioni politiche del 2018 viene eletto alla Camera dei deputati nel collegio uninominale Lazio 1 - 10 (Roma-Gianicolense), sostenuto dalla coalizione di centro-sinistra, ottenendo il 32,30% e superando i candidati del centro-destra Olimpia Tarzia (29,88%) e del Movimento 5 Stelle Dino Giarrusso (27,03%).
Il 21 giugno 2018 diventa membro della 1ª Commissione Affari Costituzionali della Camera, e nel 2019 anche della Commissione Parlamentare di Inchiesta sulla morte di Giulio Regeni. Nell'anno della sua elezione a deputato termina il mandato di Segretario di Radicali Italiani, al suo posto sarà eletta Silvja Manzi.
Promuove, con Radicali Italiani, Forza Italia e la federazione romana del PD, il voto a favore del «Sì» al referendum consultivo per mettere a gara il servizio di trasporto pubblico locale di Roma Capitale. Il referendum avrà esito positivo con il «Sì» che ottiene il 75% dei voti. Tuttavia, la Sindaca Virginia Raggi in un primo momento non proclama il risultato, ritenendo il mancato raggiungimento del quorum. Il TAR Lazio, con sentenza, a dicembre 2019, ha definitivamente stabilito la validità del Referendum, non essendo il quorum previsto dalle disposizioni statutarie vigenti.
Ad agosto 2020 dichiara di votare contro il referendum costituzionale sulla riduzione del numero dei parlamentari, seguendo il voto contrario al disegno di legge che aveva espresso nelle votazioni parlamentari.
Il 18 luglio 2021, durante il secondo congresso di +Europa, viene eletto presidente del partito con il 60% dei voti dei delegati. Nello stesso anno è tra i promotori del Referendum per la Legalizzazione della Cannabis, per il quale sono state raccolte 630 mila sottoscrizioni in meno di un mese anche grazie alla possibilità di raccogliere le firme digitalmente tramite SPID, introdotta per la prima volta in Italia proprio grazie a un emendamento di Riccardo Magi.

### Rielezione alla Camera e Segretario di +Europa
Alle elezioni politiche anticipate del 2022 viene ricandidato alla Camera per +Europa sia nel collegio uninominale Piemonte 1 - 01 (Torino - Centro), sostenuto dalla coalizione di centro-sinistra, che nei collegi plurinominali Emilia-Romagna - 02, Lazio 1 - 01 e Piemonte 1 - 01 come capolista, Piemonte 1 - 01 in seconda posizione e Campania 2 - 02 in ultima posizione, venendo rieletto deputato nell'uninominale con il 39,77% dei voti e superando il principale candidato del centro-destra, in quota Fratelli d'Italia, Elena Chiorino (31,17%). Nella XIX legislatura è componente della 1ª Commissione Affari Costituzionali, della Presidenza del Consiglio e interni e vice-presidente del gruppo misto alla Camera.
Durante il terzo congresso di +Europa, tenutosi a Roma tra il 24 e il 26 febbraio 2023, Magi viene eletto segretario del partito con 211 voti, grazie all'accordo con l'ex sindaco di Parma Federico Pizzarotti, e succedendo a Benedetto Della Vedova, venendo confermato in tale ruolo al quarto congresso di +Europa (Roma, 7-9 febbraio 2025) con 205 voti.
Al termine del quarto congresso nazionale del partito, organizzato sempre a Roma dal 7 al 9 febbraio 2025, Magi viene riconfermato come segretario del partito, con 205 voti.

### Referendum sulla cittadinanza
Il 4 settembre 2024, Magi ha depositato in Corte suprema di cassazione un quesito referendario abrogativo che richiedeva il dimezzamento del numero di anni (da dieci a cinque) di legale soggiorno del cittadino straniero extracomunitario per poter presentare la richiesta di concessione della cittadinanza italiana. Tra i promotori del referendum, oltre a +Europa, figuravano il Partito della Rifondazione Comunista, il Partito Socialista Italiano, Possibile e i Radicali Italiani, numerose associazioni di persone con background migratorio come Italiani senza cittadinanza, CoNNGI (Coordinamento Nazionale Nuove Generazioni Italiane) e Idem Network, e altre organizzazioni della società civile, fra cui Libera, A Buon Diritto, Gruppo Abele e ARCI, oltre a varie personalità come Mauro Palma (ex Garante Nazionale dei diritti delle persone private della libertà personale), Luigi Manconi e Ivan Novelli (presidente di Greenpeace Italia). In seguito a una campagna di raccolta firme digitale, il referendum ha raggiunto l'obiettivo minimo delle 500.000 firme il 24 settembre. Tutte le sottoscrizioni, che hanno infine raggiunto quota 637.487, sono state depositate dai promotori in Cassazione il 30 settembre seguente.
Il quesito è stato dichiarato conforme a legge dall'Ufficio centrale per il referendum il 12 dicembre 2024, per poi essere dichiarato ammissibile dalla Corte costituzionale il 20 gennaio 2025, con sentenza depositata il 7 febbraio.
Il 14 maggio 2025, durante un question time alla Camera, Magi è entrato nell'aula travestito da fantasma, accusando il Governo Meloni di scarsa informazione riguardo ai referendum sulla cittadinanza e sul lavoro, e protestando contro l'invito dei partiti di maggioranza all'astensione; il gesto, per cui Magi è stato espulso dall'aula stessa, ne riprendeva uno analogo dell'attivista dei Radicali Marco Pannella in occasione del referendum sulla caccia del 1997.